# Lautita
La lautita es un mineral de la clase de los minerales sulfuros. Fue descubierta en 1881 en la localidad de Lauta, en el estado de Sajonia (Alemania), siendo nombrada por el nombre de dicha localidad.

## Características químicas
Es un sulfuro simple de cobre y arsénico.

## Formación y yacimientos
Aparece como mineral secundario en vetas de alteración hidrotermal de baja temperatura de formación.
Suele encontrarse asociado a otros minerales como: arsénico, tennantita, proustita, calcopirita, galena, barita, kutínaíta, paxita, bismuto, löllingita, rammelsbergita o cuarzo.